# Poșta Câlnău
Poșta Câlnău là một xã thuộc hạt Buzău, România. Dân số thời điểm năm 2002 là 6064 người.